# Mia Farrowová
Mia Farrowová, rodným jménem Maria de Lourdes Villiers Farrow (* 9. února 1945 Los Angeles, Kalifornie, USA) je americká herečka, zpěvačka a bývalá modelka, která ve svém životě hrála přibližně ve 45 filmech.
Pochází z umělecké rodiny, její australský otec John Farrow byl filmový režisér a matka Maureen O'Sullivanová byla herečka.
Malé role začínala hrát ještě jako dítě již v roce 1959, nicméně první opravdu velká role přišla až v roce 1968, kdy ji režisér Roman Polański svěřil hlavní úlohu ve snímku Rosemary má děťátko, za který získala Zlatý glóbus. O rok později hrála ve snímku John a Mary společně s Dustinem Hoffmanem, v roce 1974 si hrála s Robertem Redfordem ve filmu Velký Gatsby. V roce 1978 si zahrála v dnes již kultovním snímku Svatba, v témže roce zazářila ve snímku Smrt na Nilu.
Po rozvodu s Andre Previnem přesídlila do New Yorku, kde žila i pracovala s Woody Allenem, zde si zahrála v řadě jeho dodnes ceněných filmů - například Sex noci svatojánské z roku 1982, Zelig z roku 1983, Purpurová růže z Káhiry z roku 1985, Hana a její sestry z roku 1986, Zlaté časy rádia z roku 1987, Zločiny a poklesky z roku 1989 a Alice z roku 1990.
Po rozchodu s Woody Allenem se věnovala více televizními herectví než herectví filmovému.

## Divadelní herectví
Jde o první Američanku, která se v 70. letech 20. století stala členkou prestižní britské londýnské Královské shakespearovské společnosti (Royal Shakespeare Company), kde si zahrála ve hrách Večer tříkrálový a Sen noci svatojánské.

## Osobní život
Jejím prvním manželem byl zpěvák a herec Frank Sinatra v letech 1966-1968, manželství skončilo rozvodem, jejím druhým manželem se v roce 1970 stal klavírista, dirigent a skladatel André Previn, i toto manželství skončilo v roce 1979 rozvodem. S ním měla 3 vlastní děti a 3 děti adoptovala. Poté žila s hercem a režisérem Woody Allenem, se kterým měla další vlastní dítě (syn Ronan Seamus Farrow, * 1987) a 2 další děti adoptovala. Později adoptovala dalších 6 dětí.
S Woody Allenem se nakonec rozešla proto, že ji opustil kvůli jedné z jejích adoptivních dcer Soon-Yi Previn, jež pochází z Jižní Koreje.
4.8. 1992 nařkla Woodyho Allena ze sexuálního zneužití jejich adoptivní dcery Dylan. Woody Allen uvedl, že důvodem nařčení je jeho vztah se Soon-Yi a popřel jakoukoli vinu, což následujícího roku potvrdil odborný posudek z nemocnice v New Havenu. Údajné zneužívání nebylo nikdy prokázáno.
Tři z jejích adoptivních dětí zemřely předčasně. Dcera Tam v 17 letech na předákování léky, syn Thaddeus v 29 letech spáchal sebevraždu a dcera Lark zemřela ve 35 let na HIV/AIDS.
Mezi její osobní přátele patřil zpěvák a skladatel John Lennon.